# Richard M. Cowling
Richard Mark Cowling (* 27. April 1955 in Eshowe) ist ein südafrikanischer Biologe und Botaniker. Er ist Mitherausgeber des ESA-Fachjournals Conservation Letters.
Cowling machte 1975 den Bachelor in Biologie und 1978 in Botanik an der Universität Kapstadt. 1983 wurde er dort auch in Plant Ecology promoviert.  Nach Stationen an der Curtin University und der Universität Kapstadt ist er seit 2000 Research Professor am Botany Department der Universität der Nelson-Mandela-Metropole in Port Elizabeth. 2008 wurde er in die National Academy of Sciences gewählt.
Seine Hauptarbeitsgebiete sind die Identifizierung und der Schutz gefährdeter Ökosysteme, mit Schwerpunkt auf von Menschen genutzten Systemen. Sein Hauptaugenmerk verlagerte sich hierbei auf die Mensch-Ökosystem-Interaktion. Er ist allerdings auch weiter an der Umweltfaktoren (Klimavarianz, geomorphologischen Faktoren) interessiert.

## Publikationen (Auswahl)
- Cowling, R.M., R. Costanza. (1997): Introduction: The valuation and management of the South African fynbos ecosystem. Ecological Economics 22(2): 103
- Cowling, R.M., D. Kirkwood, S.M. Pierce (1997): Invasion and persistence of bird-dispersed, subtropical thicket and forest species in fire-prone costal fynbos. Journal of Vegetation Science 8(4): 475
- Cowling, R.M., R. Costanza, and S.I. Higgins. 1997. Services supplied by South African fynbos ecosystems. (Daily, G. ed.). Island Press, Washington D.C.
- Holmes, P.M. and R.M. Cowling. 1997. Diversity, composition and guild structure relationships between soil-stored seed banks and mature vegetation in alien plant-invaded South African fynbos shrublands. Plant Ecology 133(1): 107